# Orectolobus
Orectolobus is een geslacht uit de familie Wobbegongs (Orectolobidae). Het geslacht omvat volgens FishBase de volgende soorten:

## Soorten
- Orectolobus floridus Last & Chidlow, 2008
- Orectolobus halei Whitley, 1940
- Orectolobus hutchinsi Last, Chidlow & Compagno, 2006
- Orectolobus japonicus Regan, 1906 – Japanse bakerhaai
- Orectolobus leptolineatus Last, Pogonoski & White, 2010
- Orectolobus maculatus (Bonnaterre, 1788) – Gevlekte bakerhaai
- Orectolobus ornatus (De Vis, 1883) – Sierlijke bakerhaai
- Orectolobus parvimaculatus Last & Chidlow, 2008
- Orectolobus reticulatus Last, Pogonoski & White, 2008
- Orectolobus wardi Whitley, 1939 – Noordelijke bakerhaai